# Pál Kadosa
Pál Kadosa (1903–1983) fue un compositor húngaro importante en la generación posterior a Béla Bartók. Su primer estilo estuvo influido por el folclore húngaro mientras que en sus últimas obras se inclinó más hacia Paul Hindemith y otros lenguajes musicales fuertemente expresivos.
Nació en Léva. Estudió en la Academia Nacional Real Húngara de Música con Székely y Zoltán Kodály. Enseñó piano durante un largo período, y entre sus estudiantes están György Ligeti, György Kurtág, András Schiff, Zoltán Kocsis, Dezso Ranki y Jenő Jandó. Al final de su vida fue asistente para graduaciones.
- Datos: Q389262
- Multimedia: Pál Kadosa / Q389262